# Українське фотографічне товариство
Украї́нське фотографі́чне товари́ство (скорочено — UFT, УФОТО, УФТ) — спілка українських фотоаматорів Західної України, створена у Львові з метою об'єднати українських фотографів і пропагувати мистецтво та техніку фотографії серед українського населення. Існувало з 1930 до 1939 року. Діяльність товариства відновлено 9 листопада 2021 року.

## Створення
Установчі збори Українського фотографічного товариства відбулися 9 листопада 1930 року в приміщенні «Народної гостинниці», що на вул. Костюшка у Львові. Ініціаторами створення УФОТО були професор Олекса Балицький та доктор Степан Дмоховський.

## Діяльність

### Виставки Товариства

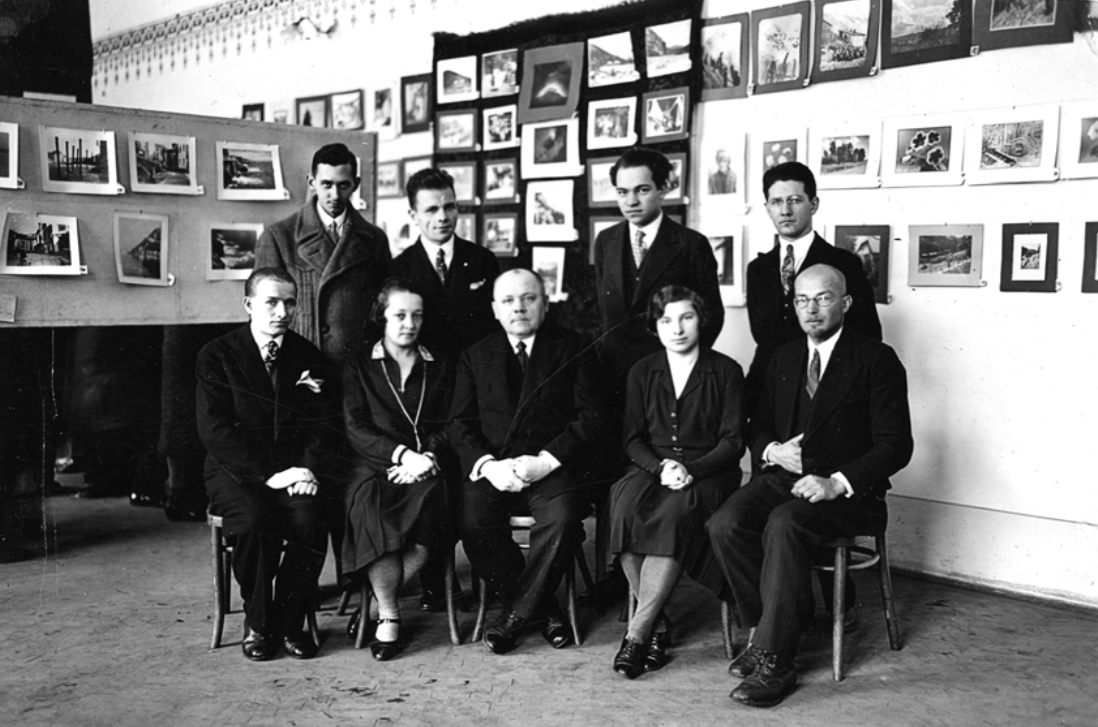
Комітет I вистави УФОТО 1930 р. Cтоять: Юліан Дорош, NN, Данило Фіґоль, Б. Скретович; Сидять (зліва направо): Ярослав Савка, Мечислава Ганицька, Степан Дмоховський, Ярослава Проців, Олекса Балицький

- 7 грудня 1930 року відкрилася I Вистава Української Аматорської Фотографіки. Організатор виставки — Українське фотографічне товариство. На виставці було представлено 273 світлини від 34 авторів, в тому числі 5 професійних фотографів та 29 аматорів. До виставки було видано «Катальог І Виставки Української Аматорської Фотографіки».
- 1931 року, за ініціативою вчителя гімназії товариства «Рідна Школа» Романа Миколаєвича, у Тернополі створене українське фотографічне товариство.[1]
- У грудні 1931 року відбулася II Вистава Української Фотографіки, де представлено 184 світлини від 30 авторів. Видано каталог.
- У листопаді 1932 року УФОТО провело виставку «Львів у світлині», де було представлено вже 365 світлин від 22 авторів.
- 1933—1934 роки. Дані про IV Виставу Української Фотографіки відсутні.
- Травень 1934 року — V Вистава Української Фотографіки, 53 автори.
- 3 листопада 1935 року — виставка «Наша Батьківщина в світлині». Організатори — УФОТО та Туристично-краєзнавче товариство «Плай». Виставка відбулася у Природничому музеї Наукового Товариства імені Тараса Шевченка. Вперше фотографії виставлялись у трьох розділах: Художня краєзнавча фотографія, Документальна фотографія і Фотографії початківців. Представлено більш ніж 450 світлин від 67 авторів.
- 18 квітня 1937 року у Природничому музеї Наукового Товариства імені Тараса Шевченка відбулася VII Вистава Української Мистецької Фотографії, 157 світлин від 35 авторів.
- 4 квітня 1938 року у Природничому музеї Наукового Товариства Товариства імені Тараса Шевченка відбулася VIII Вистава Української Мистецької Фотографії, 110 світлин від 34 авторів.
- 1939 рік. Запланована на листопад IX Вистава Української Мистецької Фотографії не відбулася, через початок Другої світової війни.
- 9 листопада 2021 року відновлено діяльність товариства як Громадської організації «Українське фотографічне товариство» (ГО «УФОТО»). Метою діяльності сучасного УФОТО є популяризація та репрезентація українського світливства та його історії, українських фотомитців та світливців аматорів у світовому контексті, сприяння творчому розвитку та реалізації мистецьких проєктів сучасних українських фотоаматорів. Отримання та передача наступним поколінням знань про місце українського фотомистецтва у світовій історії[2].
- 9 червня 2025 року УФОТО оголосило початок прийому світлин на фотоконкурс «Батьківщина у світлині»[3].

## Члени товариства у 1930—1939 роках
- Фіґоль Данило
- Дорош Юліан
- Балицький Олекса, професор
- Дмоховський Степан, доктор
- Щурат Степан
- Гольян Володимир
- Кліщ Іван
- Скрентович Богдан
- Ганицька Мечислава, професор
- Проців (Ярка) Ярослава
- Мох Олександр
- Савка Ярослав
- Сторожук Лонгин
- Ставничий М., фоторепортер
- Тарнавський Володимир
- Масляк Роман
- Масляк Ярослав
- Мирович Роман
- Дурделло Євген
- Совяковський Роман
- Храпливий Євген
- Савицький Володимир
- Кметик Володимир
- Чайковський Євген

## Члени відновленого товариства[4]
- голова — Метельський Роман.
- керівниця проєктами — Легін Софія Романівна.
- керівник проєктами — Ткачик Ігор.
- спеціаліст з оцифрування кіноматеріалів — Гармаш Ігор.